# 쥐덫

쥐덫을 건드릴 때의 동작 모습

쥐덫은 쥐를 잡는 데 쓰는 덫을 가리킨다. 형태에 상관없이 쥐를 잡는 덫이면 모두 쥐덫이라고 할 수 있다. 쥐덫은 일반적으로 설치류가 떼지어 움직일만한 실내 위치에 설치한다.

## 종류

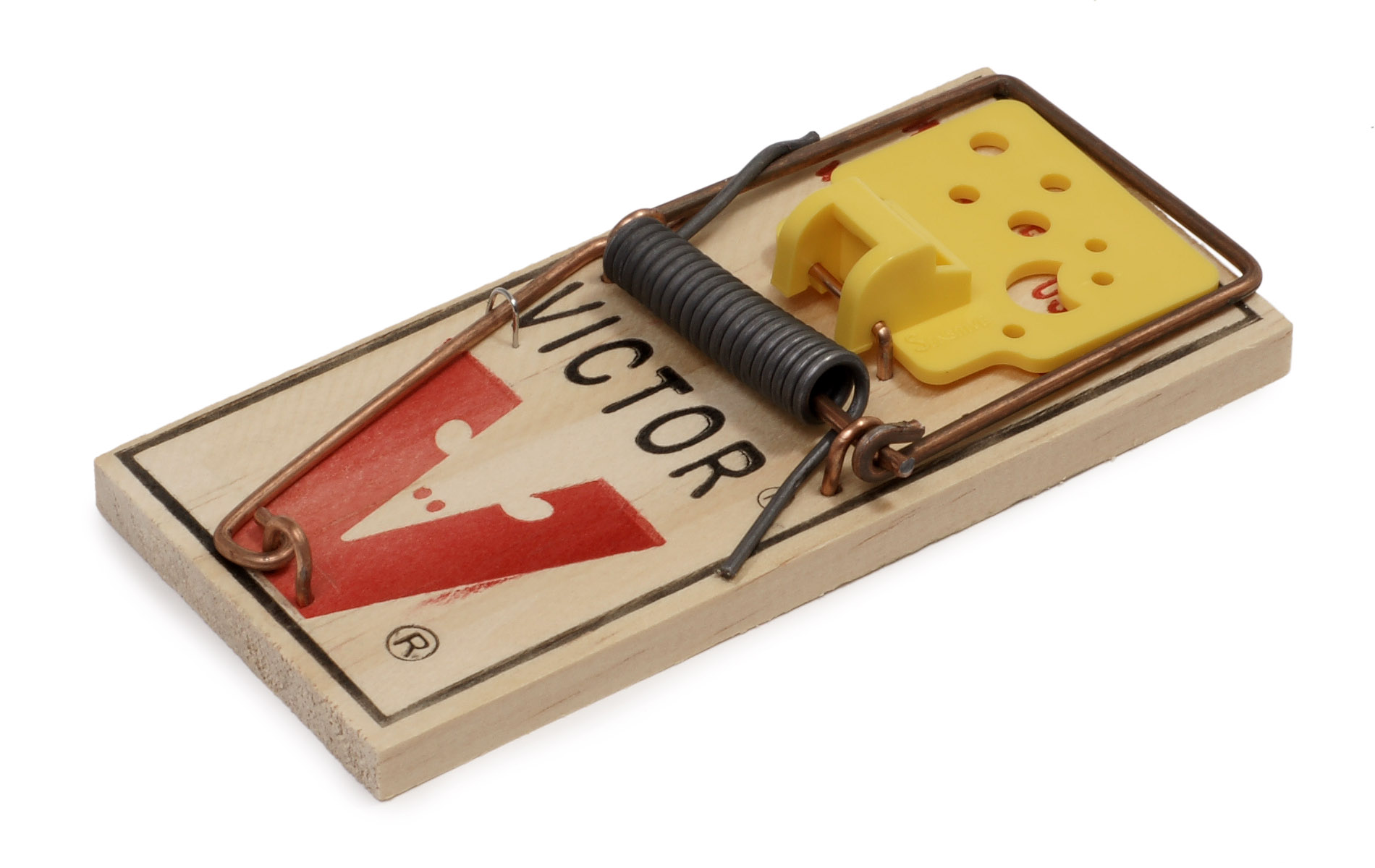
창애식 쥐덫
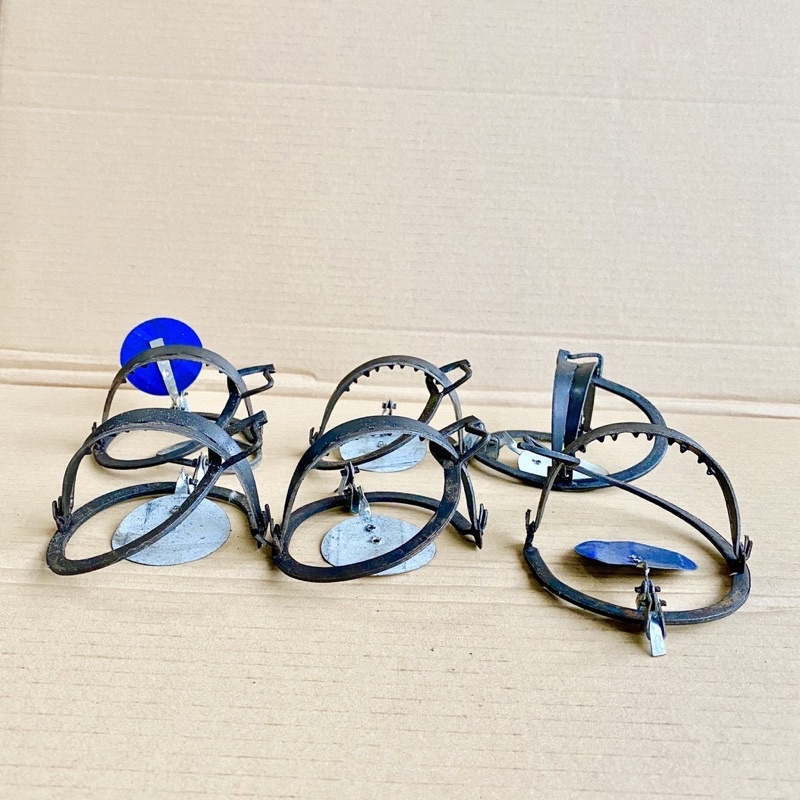
찰코식 쥐덫
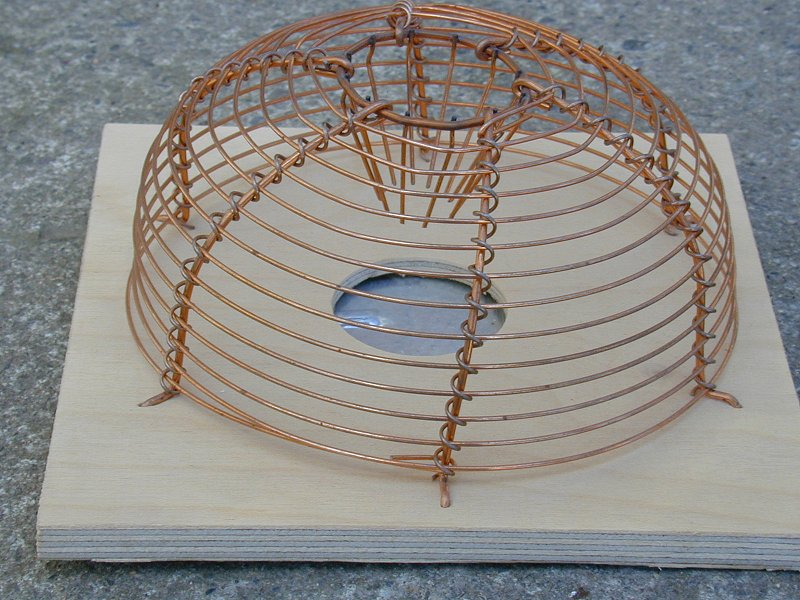
통발식 쥐덫
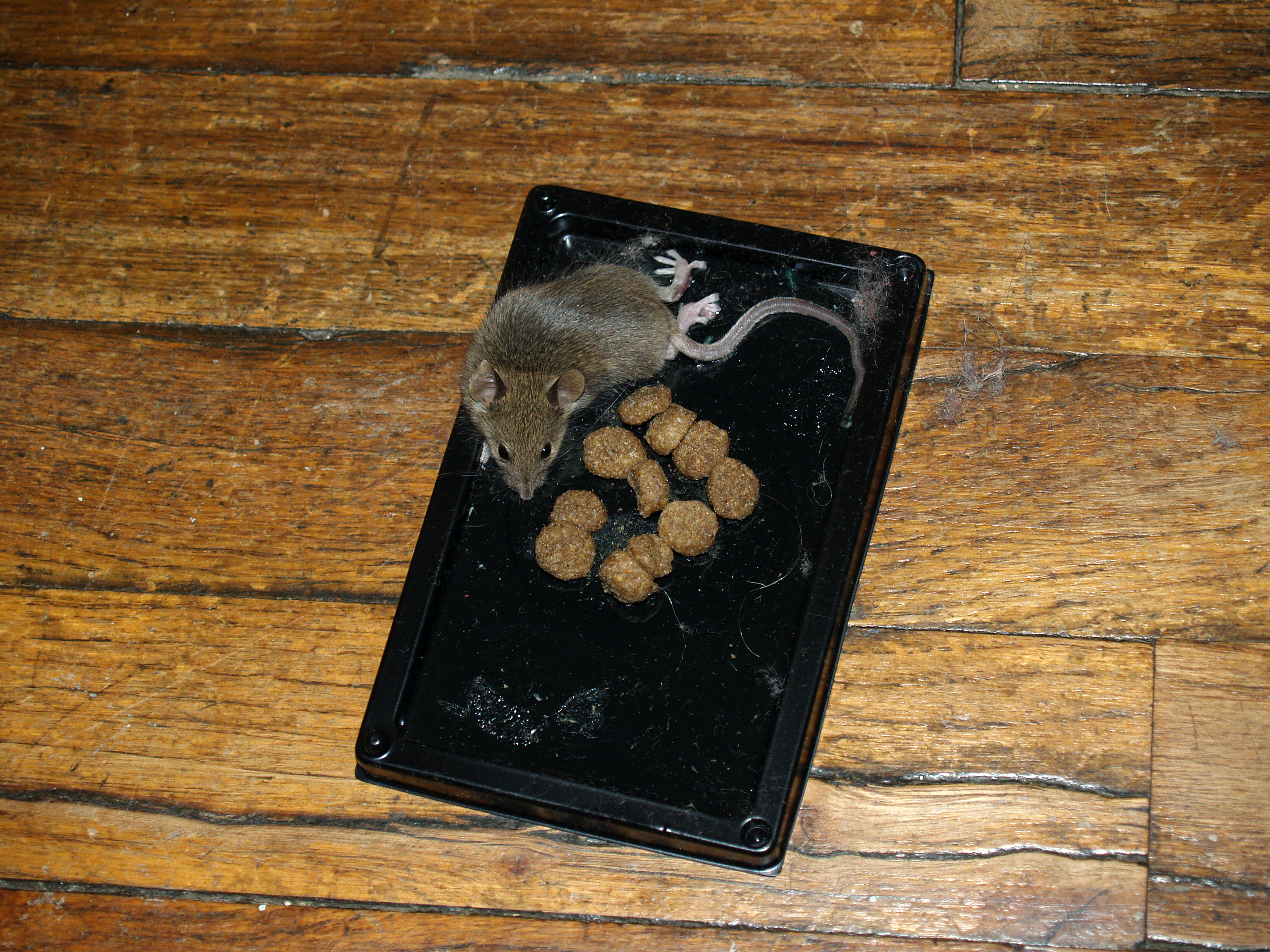
접착식 쥐덫
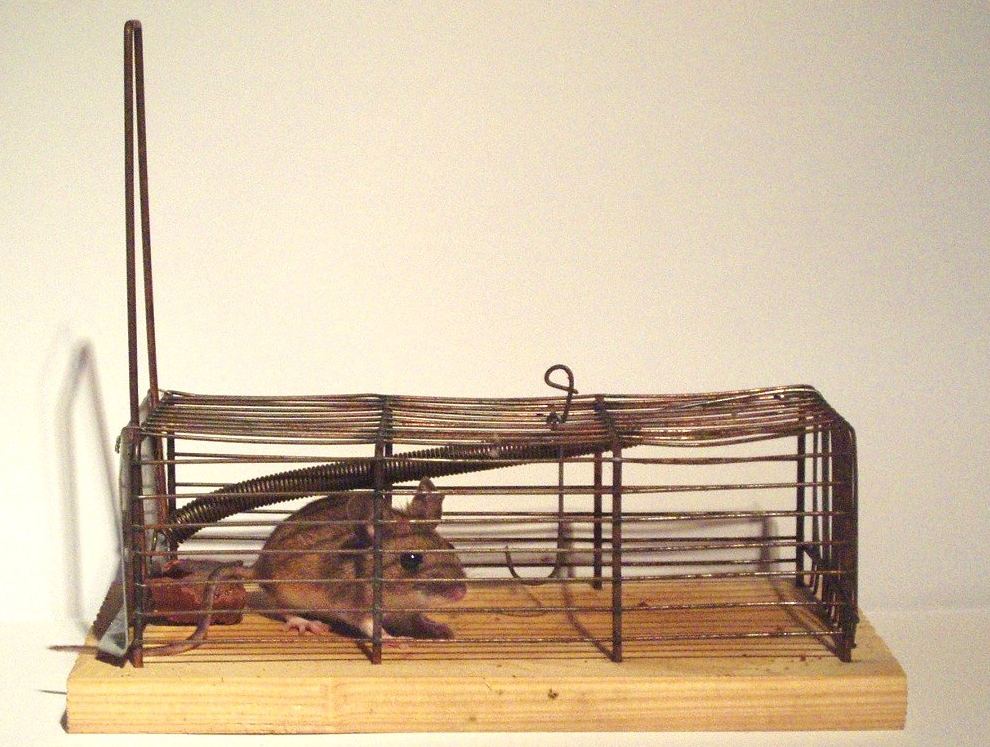
통방이식 쥐덫

## 역사
역사적인 참고 자료는 1534년의 알치아티 엠블레마타(Alciatis Emblemata)에서 볼 수 있다. 나무 블록에 스프링이 장착된 스냅 메커니즘이 있는 기존의 쥐덫은 1884년에 처음 등장했으며 오늘날까지도 가장 저렴하고 효과적인 쥐덫 중 하나로 간주된다.

## 참고 문헌
- Tattersall F. H., Smith, R. H. & Nowell, F. (1997). Experimental colonization of contrasting habitats by house mice. Zeitschrift für Säugetierkunde. 62: 350-358.

## 같이 보기
- 해충구제
- 쥐약